# Saint-Ours (Savoia)
Saint-Ours è un comune francese di 731 abitanti situato nel dipartimento della Savoia della regione dell'Alvernia-Rodano-Alpi.

## Società

### Evoluzione demografica
Abitanti censiti